# Denkikan

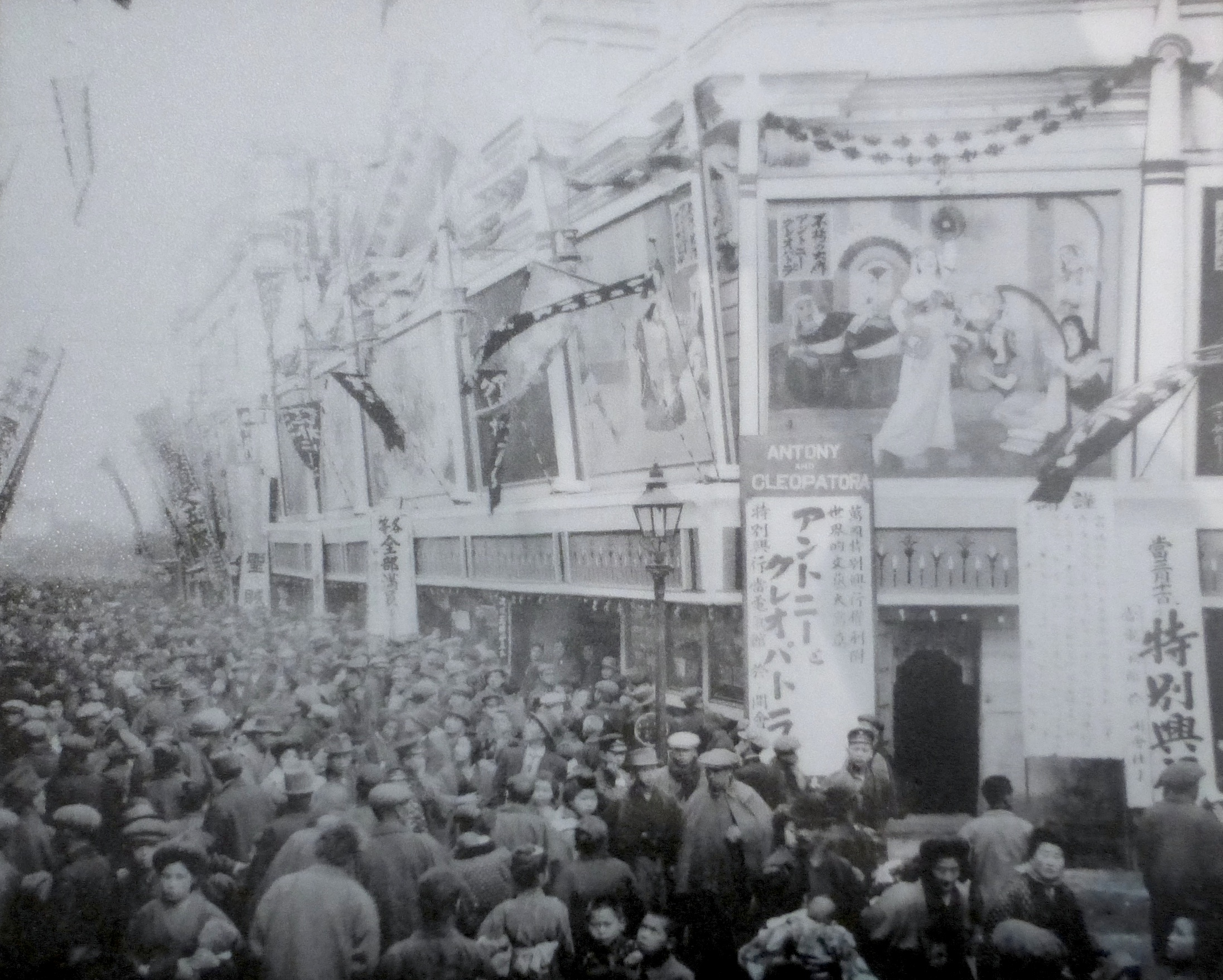
Le Denkikan lors de la projection d'Antoine et Cléopâtre (1914)

Le Denkikan (電気館) est une ancienne salle de cinéma de Tokyo fondée en 1903, qui ferma définitivement ses portes en 1976.

## Historique
Le Denkikan est la première salle de cinéma au Japon. À l'origine bâtiment construit dans le quartier des théâtres de l'arrondissement Asakusa de Tokyo afin de présenter des spectacles mettant en vedette l'électricité (« denki » en japonais), il est transformé en une salle de cinéma en octobre 1903 par la Yoshizawa Shōten, la société cinématographique la plus prospère à l'époque. 
Employant des benshi tel que Saburo Somei, la salle devient rapidement le symbole du nouveau phénomène des images animées et de nombreux cinémas autour du Japon sont plus tard créés qui empruntent le nom « Denkikan ». La salle est plus tard rachetée par la Nikkatsu puis par la Shochiku avant de fermer définitivement en 1976. 
Un modèle historiquement fidèle du théâtre est actuellement exposé au musée d'Edo-Tokyo à Tokyo. L'ancienne salle est également mentionnée dans le film To Sleep so as to Dream de Kaizo Hayashi (en).

## Source de la traduction
- (en) Cet article est partiellement ou en totalité issu de l’article de Wikipédia en anglais intitulé « Denkikan » (voir la liste des auteurs).